# Народный архив
Центр документа́ции «Наро́дный архи́в» — независимая общественная организация, которая была образована в Москве в 1988 году по инициативе группы преподавателей и студентов Московского государственного историко-архивного института для принятия на хранение материалов о жизни рядовых граждан СССР. Финансовую поддержку этому проекту оказал Советско-Американский фонд «Культурная инициатива» (Фонд Сороса).
Инициативной группой, возглавляемой профессором МГИАИ Б. С. Илизаровым, была разработана концепция сбора, сохранения и научного использования массива документов по истории семьи, быта, социальной психологии, неформальных организаций.
В структуру архива входят:
- Отдел личных фондов, собирающий личные и семейные архивы (сотрудниками отдела собрано около 200 фондов и коллекций).
- Отдел неформальных организаций, собирающий с 1989 года документы по политической истории СССР. Его основой стали архивы редакций независимых изданий, политических, культурных, экологических и религиозных обществ и движений, личные фонды участников диссидентского движения в СССР. В настоящее время собрано около 150 фондов и коллекций, значительная библиотека неформальной периодики, информационные картотеки.
- Отдел устных мемуаров и свидетельств, создание которого было продиктовано желанием сохранить живые голоса эпохи. В отделе собраны десятки воспоминаний участников исторических событий, деятелей культуры, науки и искусства. В то же время в нём содержатся, например, материалы проведённых журналистами опросов бездомных, алкоголиков, проституток.
- Отдел массовых источников, объектом сбора и исследования которого стали ранее уничтожавшиеся письма граждан в редакции периодических изданий, представляющие социологическую и историческую ценность.

Организации сначала выделили помещение на Никольской улице. Затем в начале 2000-х годов городские власти предоставили уникальному архиву две трехкомнатные квартиры в жилом доме в Костомаровском переулке. В 2006 году архив был перевезен в помещение Российского государственного архива новейшей истории.